# The Black Sessions (Katatonia)
The Black Sessions è la seconda raccolta del gruppo musicale svedese Katatonia, pubblicata il 21 febbraio 2005 dalla Peaceville Records.

## Tracce
CD 1
1. Teargas
2. Right Into the Bliss
3. Criminals
4. Help Me Disappear
5. Nerve
6. The Future of Speech
7. Ghost of the Sun
8. I Am Nothing
9. Deadhouse
10. Passing Bird
11. Sleeper
12. Sulfur
13. No Devotion
14. Chrome
15. A Premonition

CD 2
1. Dispossession
2. Cold Ways
3. Nightmares by the Sea
4. O How I Enjoy the Light
5. Evidence
6. March 4
7. I Break
8. For My Demons
9. Omerta
10. Tonight's Music
11. Stalemate
12. Wait Outside
13. Fractured
14. Sweet Nurse
15. Black Session

DVD
1. Ghost of the Sun
2. Criminals
3. Teargas
4. I Break
5. I Am Nothing
6. Sweet Nurse
7. Tonight's Music
8. For My Demons
9. Chrome
10. The Future of Speech
11. Complicity
12. Burn the Remembrance
13. Evidence
14. Deadhouse
15. Murder

## Formazione
- Jonas Renkse – voce, chitarra
- Anders Nyström – chitarra, tastiera
- Fredrik Norrman – chitarra
- Daniel Liljekvist – batteria
- Mattias Norrman – basso